# Narodowy Korpus Języka Polskiego
Narodowy Korpus Języka Polskiego (często skracane do NKJP) – korpus języka polskiego, uruchomiony w 2012 roku. Korpus został opracowany przez Instytut Podstaw Informatyki PAN, Instytut Języka Polskiego PAN, Wydawnictwo Naukowe PWN oraz Zakład Językoznawstwa Komputerowego i Korpusowego Uniwersytetu Łódzkiego. Projekt został zrealizowany na zlecenie Ministerstwa Nauki i Szkolnictwa Wyższego.
Korpus zawiera słowa obejmujące literaturę polską, czasopisma codzienne oraz specjalistyczne, jak również nagrania dialogów oraz teksty z internetu. NKJP jest korpusem zróżnicowanym, to znaczy zawiera teksty z wielu różnych gatunków, rejestrów oraz stylów językowych.